# Tour der neuseeländischen Rugby-Union-Nationalmannschaft nach Europa und Argentinien 2001
| Tour der All Blacks nach Europa und Argentinien 2001 | Tour der All Blacks nach Europa und Argentinien 2001 | Tour der All Blacks nach Europa und Argentinien 2001 | Tour der All Blacks nach Europa und Argentinien 2001 | Tour der All Blacks nach Europa und Argentinien 2001 |
| Übersicht                                            | S                                                    | G                                                    | U                                                    | N                                                    |
| ---------------------------------------------------- | ---------------------------------------------------- | ---------------------------------------------------- | ---------------------------------------------------- | ---------------------------------------------------- |
| Test Matches                                         | 3                                                    | 3                                                    | 0                                                    | 0                                                    |
| Sonstige Spiele                                      | 2                                                    | 2                                                    | 0                                                    | 0                                                    |
| Gesamt                                               | 5                                                    | 5                                                    | 0                                                    | 0                                                    |
|                                                      |                                                      |                                                      |                                                      |                                                      |
| Argentinien                                          | 1                                                    | 0                                                    | 0                                                    | 0                                                    |
| Irland                                               | 1                                                    | 0                                                    | 0                                                    | 0                                                    |
| Schottland                                           | 1                                                    | 0                                                    | 0                                                    | 0                                                    |

Die Tour der neuseeländischen Rugby-Union-Nationalmannschaft nach Europa und Argentinien 2001 umfasste eine Reihe von Freundschaftsspielen der All Blacks, der Nationalmannschaft Neuseelands in der Sportart Rugby Union. Das Team reiste im November und Dezember 2001 durch Irland, Schottland und Argentinien. Während dieser Zeit bestritt es fünf Spiele, darunter je ein Test Match gegen die jeweiligen Nationalmannschaften. Neuseeland gewann alle ausgetragenen Spiele. Es handelte sich um die letzte Tour der All Blacks im traditionellen Sinne; an ihre Stelle traten die Mid-year Internationals und End-of-year Internationals.

## Spielplan
- Hintergrundfarbe grün = Sieg

(Test Matches sind grau unterlegt; Ergebnisse aus der Sicht Neuseelands)
| # | Datum             | Gegner       | Ort          | Stadion             | Ergebnis |
| - | ----------------- | ------------ | ------------ | ------------------- | -------- |
| 1 | 13. November 2001 | Irland A     | Belfast      | Ravenhill Stadium   | 43:30    |
| 2 | 17. November 2001 | Irland       | Dublin       | Lansdowne Road      | 40:29    |
| 3 | 20. November 2001 | Schottland A | Perth        | McDiarmid Park      | 35:13    |
| 4 | 24. November 2001 | Schottland   | Edinburgh    | Murrayfield Stadium | 37:6     |
| 5 | 01. Dezember 2001 | Argentinien  | Buenos Aires | Estadio Monumental  | 24:20    |

## Test Matches
| 17. November 2001 14:00 WEZ | Irland                                                                                                  | 29 : 40        | Neuseeland                                                                | Lansdowne Road, Dublin Zuschauer: 49.000 Schiedsrichter: André Watson (Südafrika) |
| 17. November 2001 14:00 WEZ | Versuche: Hickie Maggs Miller Erhöhungen: Humphreys Straftritte: Humphreys (2) Dropgoals: Humphreys (2) | (16:7) Bericht | Versuche: Hewett Howlett Jack Lomu Mauger Thorne Erhöhungen: Mehrtens (5) | Lansdowne Road, Dublin Zuschauer: 49.000 Schiedsrichter: André Watson (Südafrika) |

Aufstellungen:
- Irland: Peter Clohessy, Girvan Dempsey, Anthony Foley, Mick Galwey, John Hayes, Denis Hickie, Shane Horgan, David Humphreys, Kevin Maggs, Eric Miller, Brian O’Driscoll, Malcolm O’Kelly, Peter Stringer, David Wallace, Keith Wood  
 Auswechselspieler: Emmet Byrne, Gary Longwell, Mike Mullins
- Neuseeland: Greg Feek, Doug Howlett, Chris Jack, Byron Kelleher, Jonah Lomu, Leon MacDonald, Aaron Mauger, Norm Maxwell, Richie McCaw, Andrew Mehrtens, Anton Oliver, Scott Robertson, Greg Somerville, Reuben Thorne, Tana Umaga 
 Auswechselspieler: Dave Hewett

| 24. November 2001 16:00 WEZ | Schottland             | 6 : 37        | Neuseeland                                                                       | Murrayfield Stadium, Schottland Zuschauer: 67.456 Schiedsrichter: Pablo de Luca (Argentinien) |
| 24. November 2001 16:00 WEZ | Versuche: Paterson (2) | (6:9) Bericht | Versuche: Lomu Robinson Umaga Erhöhungen: Mehrtens (2) Straftritte: Mehrtens (6) | Murrayfield Stadium, Schottland Zuschauer: 67.456 Schiedsrichter: Pablo de Luca (Argentinien) |

Aufstellungen:
- Schottland: Gordon Bulloch, Stuart Grimes, Andrew Mower, Brendan Laney, John Leslie, James McLaren, Scott Murray, Andy Nicol, Chris Paterson, Gordon Simpson, Tom Smith, Jon Steel, Mattie Stewart, Gregor Townsend, Jason White 
 Auswechselspieler: Graeme Burns, Iain Fullarton, George Graham, Andrew Henderson, Steve Scott, Simon Taylor
- Neuseeland: Greg Feek, Doug Howlett, Chris Jack, Byron Kelleher, Jonah Lomu, Leon MacDonald, Aaron Mauger, Norm Maxwell, Richie McCaw, Andrew Mehrtens, Anton Oliver , Scott Robertson, Greg Somerville, Reuben Thorne, Tana Umaga 
 Auswechselspieler: Ben Blair, Dave Hewett, Mark Robinson

| 1. Dezember 2001 | Argentinien                                                               | 20 : 24        | Neuseeland                                                              | Estadio Monumental, Buenos Aires Zuschauer: 59.000 Schiedsrichter: Scott Young (Australien) |
| 1. Dezember 2001 | Versuche: Arbizu (2) Erhöhungen: Contepomi (2) Straftritte: Contepomi (2) | (10:8) Bericht | Versuche: Lomu Robertson Erhöhungen: Mehrtens Straftritte: Mehrtens (4) | Estadio Monumental, Buenos Aires Zuschauer: 59.000 Schiedsrichter: Scott Young (Australien) |

Aufstellungen:
- Argentinien: Diego Albanese, Rimas Álvarez Kairelis, Lisandro Arbizu , Gonzalo Camardón, Felipe Contepomi, Ignacio Corleto, Ignacio Fernández Lobbe, Omar Hasan, Gonzalo Longo, Rolando Martín, Federico Méndez, José Orengo, Santiago Phelan, Agustín Pichot, Mauricio Reggiardo 
 Auswechselspieler: Martín Durand, Roberto Grau, Mario Ledesma, Gonzalo Quesada, Bernardo Stortoni
- Neuseeland: Ben Blair, Dave Hewett, Doug Howlett, Chris Jack, Jonah Lomu, Aaron Mauger, Norm Maxwell, Richie McCaw, Andrew Mehrtens, Kees Meeuws, Anton Oliver , Scott Robertson, Mark Robinson, Reuben Thorne, Tana Umaga 
 Auswechselspieler: Greg Somerville, Dion Waller